# Marco Antonio Ingegnieri
Marco Antonio Ingegneri (también deletreado Ingegnieri, Ingignieri, Ingignero, Inzegneri, ca. 1535 o 1536 - 1 de julio de 1592) fue un compositor italiano del Renacimiento Tardío. Nació en Verona y murió en Cremona. A pesar de que pasó la mayor parte de su vida en trabajando en el norte de Italia, por causa de su parecido estilístico con Palestrina es a veces considerado como miembro de la Escuela Romana de música polifónica eclesiástica. También es famoso como profesor de Claudio Monteverdi.
No se sabe mucho acerca de sus primeros años, pero probablemente tenía familia en Venecia y es posible que haya estudiado con Cipriano de Rore en Parma y Vincenzo Ruffo en Verona. Alrededor de 1570 se trasladó a Cremona, y allí se creó una reputación como compositor e instrumentalista. Puede que haya sido un organista, y se sabe que tocaba instrumentos de cuerda. En 1581 fue nombrado maestro de capilla de la catedral de Cremona, y al parecer se mantuvo en ese puesto por el resto de su vida. Se sabe que desde este cargo enseñó a Claudio Monteverdi, que se volvió importante en la transición al periodo Barroco.
Ingegneri era amigo cercano del Obíspo Nicolò Sfondrato, quien más tarde se convirtió en el Papa Gregorio XIV y estuvo íntimamente ligado con la Contrarreforma y el Concilio de Trento. Esta influencia está presente en su música, que usualmente muestra la simplificación y claridad del estilo de Palestrina. Incluso su libro de veintisiete Responsoriales fue durante mucho tiempo atribuido a Palestrina. Sin embargo, algunas de sus composiciones ignoran las reformas dictadas en el Concilio; la más notoria es el motete a cuatro voces Noe noe, que es un doble canon por inversión, en el cual se requeriría un oído excesivamente agudo para oír el texto; y la claridad del texto fue una de las demandas hechas por el Concilio de Trento para cualquier compositor de polifonía sacra.
Sus misas son simples, cortas y relativamente homofónicas, a veces superando a Palestrina en claridad y simplicidad. Sus madrigales tienden a ser conservadores, ignorando las innovaciones de compositores como Luzzasco Luzzaschi y Luca Marenzio, quienes estuvieron experimentando con vívidos cromatismos y figuralismos por la misma época.
Escribió dos libros de misas, en 1573 y 1587; al menos tres libros de motetes (algunos podrían estar perdidos) y ocho libros de madrigales, para cuatro, cinco y seis voces.
- Datos: Q1995396